# Dorylas Moreau
Dorylas Moreau (* 15. Juli 1947 in Kamouraska, Provinz Québec, Kanada; † 22. Oktober 2019 in Rouyn-Noranda) war ein kanadischer Geistlicher und römisch-katholischer Bischof von Rouyn-Noranda.

## Leben
Dorylas Moreau empfing am 20. Mai 1972 das Sakrament der Priesterweihe für das Bistum Sainte-Anne-de-la-Pocatière. Er studierte Theologie am Großen Seminar von Québec, Liturgiewissenschaften an der Abtei Sankt-Andreas in Brügge, Pastoraltheologie in Montréal und später Studium der Heiligen Schrift in Jerusalem. Er war unter anderem Vizekanzler und Bischofssekretär, später Leiter der Liturgie und Pastoral sowie Charismatische Erneuerung im Bistum Rouyn-Noranda.
Am 30. November 2001 ernannte ihn Papst Johannes Paul II. zum Bischof von Rouyn-Noranda. Der emeritierte Bischof von Rouyn-Noranda, Jean-Guy Hamelin, spendete ihm am 2. März 2002 die Bischofsweihe; Mitkonsekratoren waren der Erzbischof von Sherbrooke, André Gaumond, und der Bischof von Sainte-Anne-de-la-Pocatière, Clément Fecteau.
In der Canadian Conference of Catholic Bishops (CCCB) war er Mitglied der Kommission für Liturgie und Sakramente im französisch-sprechenden Teil Kanadas (2003–2004 und 2008–2011) und von 2005 bis 2011 Vorsitzender der Kommission. Moreau war zudem engagiert in der Assemblée des évêques catholiques du Québec (AECQ).
Papst Franziskus nahm am 25. Juni 2019 seinen vorzeitigen Rücktritt an.